# Daniel Ortega
José Daniel Ortega Saavedra, född 11 november 1945 i La Libertad, Chontales, är en nicaraguansk politiker. Han är Nicaraguas president sedan 2007. Han var även president 1985 till 1990.
Han har under större delen av sitt liv varit betydelsefull ledare i den Nationella Sandinistiska Befrielsefronten (FSLN).
Efter att Anastasio Somoza Debayle störtades, tvingades i exil och mördades 1979 av en inhemsk motståndsrörelse ingick Ortega i den junta som tillfälligt tog makten. Han valdes senare till president under perioden 1985-1990. Denna period präglades av FSLN:s socialistiska politik, inbördeskrig och fiendskap med USA, som finansierade de kontrarevolutionära Contras.
I presidentvalet 1990 besegrades Ortega av Violeta Barrios de Chamorro, men spelade fortfarande en viktig roll inom oppositionen. Han kandiderade i presidentvalen 1996 och 2001, innan han slutligen återfick presidentmakten efter presidentvalet 2006. Han representerar fortfarande FSLN. FSLN och Ortega anklagades för valfusk i kommunalvalen 2008 och biståndet till Nicaragua har minskat dramatiskt på grund av utbredd korruption i ledarkretsar.[källa behövs]
I november 2021 omvaldes Daniel Ortega för en fjärde femårsperiod med 75 % av rösterna, enligt de första partiella officiella resultaten som släpptes av Högsta valrådet.